# صندوق العجائب (رواية)
صندوق العجائب  (بالفرنسية: La Boîte à merveilles) هي رواية وسيرة ذاتية للكاتب المغربي أحمد الصفريوي، والذي كتبها في سنة1952،ونشرها سنة1954.
.

## المؤلف
مؤلف الرواية هو الكاتب والروائي المغربي أحمد الصفريوي، الملقّب بـ"لوتي المغرب"، وُلد سنة 1915م بمدينة فاس، ونشأ في المدينة القديمة. له مجموعة من الأعمال الروائية باللغة الفرنسية والتي تُرجمت إلى العديد من اللغات العالمية. كما حاز على مجموعة من الجوائز العالمية، من بينها: جائزة رئيس الجمهورية الفرنسية عام 1953م، وجائزة مارسلان جرين في عام 1949م، وجائزة كتارا للرواية العربية.

## قراءة
حدثني والدي عن الجنة، لكن لندخلها علينا أن نموت أولاً. كما أضاف أن قتل النفس من الكبائر المُحرمة، وأن من يقتل نفسه لا يدخل مملكة الجنان. لذا لم يتبق لي إلا الانتظار، انتظار أن أصبح رجلاً، ثم أموت لأبعث قرب نهر السلسبيل. الانتظار! الانتظار هو الوجود. لم تخفني فكرة الموت لحظتها. كنت أصحو من النوم وأفعل ما يُطلب مني أن أقعل. وفي المساء تغرب الشمس فأعود للنوم بانتظار الصباح لأفعل الشئ نفسه. كنت أعلم أن يوماً قد انضاف لآخر، أن توالي الأيام يفضي لتراكم الشهور، والفصول، والأعوام. عمري ست سنوات، ثم سأبلغ السابعة والثامنة والتاسعة، ثم العاشرة. وفي العاشرة يُصبح المرء رجلاً. في سن العاشرة سيُمكنني التجوال وحيداً في كُل الحارة، سأتجاذب أطراف الحديث مع الباعة، سأتعلم الكتابة، كتابة اسمي على الأقل، سأتمكن من زيارة إحدى العرافات لقراءة طالعي، سأتعلم كلمات سحرية وأصنع طلاسم.

## شخصيات الرواية[4][5]
● سيدي محمد (بطل الرواية): هو الراوي، وفي نفس الوقت هو الشخصية الرئيسية للرواية، ويتّصف بالوحدة والخيال، علبة العجائب هي رفيقته الوحيدة والتي تتكون من أشياء تافهةَ لا قيمة لها، لكنه يعتبرها أصدقائه الحقيقيين.
● لمعلم عبد السلام: هو والد سيدي محمد، وهو من أصول جبلية، مهنته حائك وهو محبوب من طرف ابنه.
● لالة زوبيدة: هي والدة سيدي محمد، وقد قدمها لنا في رواية "صندوق العجائب" كامرأة شابّة تبلغ 22 عاماً، لكنّها تتصرّف في بعض الأحيان كامرأة عجوزٍ، ولديها اعتقاد كبير وإيمان شديدٌ بالخرافات.
● الشوّافة: هي الخالة كنزة التي تقطن في الطابق السفلي للمنزل، والتي تمتهن مهنة "شوافة (مستبصرة)" أو عرّافة.
● ادريس العود: هو زوج رحمة و أب زينب ذات السبع سنوات، يسكن في الطابق الأول، ويشتغل محراثاً. كان يكنّ له سيدي محمد كرهاً شديداً.
● فاطمة البزيوية: زوجها علال و هو بستاني، ويتشاركون الطابق الثاني في السكن مع عائلة سيدي محمد.
● لالة عيشة: هي جارة قديمة وصديقة عزيزة للالة زوبيدة، وهي شريفة، زوجها اسمه مولاي العربي ويمتهن صيانة الأحذية و سيتزوج في وقتٍ ما ابنة الحلاق سي عبدالرحمان.
● ادريس البخيل: هو خادم مخلص عند لمعلم عبدالسلام (والد سيدي محمد)، وهو معتاد تزيين العلب وتسوّق البقالة واقتناء لوزام وأغراض لالة زوبيدة وخدمة، عائلة سيدي محمد.
● عبد الله البقال: هو بقّال، ومحبوب لدى الجيران، برغم أن زبنائه قليلون. وسيدي محمد مولوع بقصصه الرائعة والخيالية التي يحكيها له.
● لفقيه: هو رجل دين، وهو معلم سيدي محمد في المسيد الذي يقوم بتحفيظه القرآن الكريم، وهو رجل نحيف ذو لحية طويلة، يحمل في يده عصاً من السفرجل، وهو موضوع كوابيس سيدي محمد.
● سيدي العرافي: هو شخصٌ شريف أعمى لا يرى يشبه حكيماً من العصور القديمة، وهو الذي تذهب عنده للالة عائشة ولالة زوبيدة تبرّكاً به لقضاء حوائجهم، وقد استشارتاه وطمئنهما بأقواله.
● سيدي محمد بن طاهر: هو حلاقٌ عاش في الحي، وتوفّي في الرواية قبل عاشوراء.
● سي عبد الرحمان: هو حلاق عبد السلام (والد سيدي محمد) والذي يحلق دوماً عنده.
● سيدي عثمان: هو شيخٌ عجوز، متزوج من لالة خديجة التي تصغره بعقودٍ، والتي يعتبرها كابنته.
● حموصة: هو رفيق سيدي محمد في القسم، واسمه الحقيقي هو عزوز برادة.
● زهور: وهي جارة لالة عيشة، والتي يجد سيدي محمد على أنها جميلةٌ وفاتنة جداً.
● سالامة: هي خبيرة مهمية بمثابة سمسارة علاقات، فهي التي تُزوّج بين الرجل والمرأة، وتمتلك صوتاً أشبه بصوت الرجل.

## ملخص عام للرواية
يستعرض أحمد الصفريوي -أو سيدي محمد- طفولته في مدينة فاس القديمة، يسرد أيّامه في المسيد، وذكرى الحمام المغربي، والتحضير لمناسبة عاشوراء، وتعلّقه الشديد بصندوقه العجيب، وهكذا فإن قصة الرواية هي شهادة حقيقية على تجارب من حول سيدي محمد، عندما كان طفلاً خجولاً وحالماً في ربيعه السادس، وعلاقته بعائلته وجيرانه وعاداتهم ومشاكلهم. كما يصف معاناته أيضاً بعدما تعطّلت حياته السلمية بسبب الغياب المفاجئ لوالده الذي غادر المدينة من أجل العمل بعد خسارة أمواله. ويصف كذلك وحدته والأيّام الكئيبة التي قضاها مع والدته في زيارة الأضرحة حتّى عودة والده. وفي الأخير أكّد الكاتب على أن صندوق العجائب قدّم الراحة لشخصه الطفل، كما شكّل بالنّسبة له وسيلةً لنسيان مشاكله و تجاوز كل تلك الأحداث التي عاشها.

## القصة

### الجزء الأول
يتكلم الحاكي عن وحدته التي يحس بكل ثقلها، ويصف منزل العرافة والطقوس التي كانت تقوم بها هذه الأخيرة مرة في الشهر.ويوضح لنا الكاتب بعض مشاكله كإحساسه بالوحدة والإنعزال، كما يسرد لنا ذهابه إلى الحمام رفق والدته وأنهى الجزء بالشَّجار الذي حدث بين أمه (زوبيدة)وجارته رحمة (ام زينب).

### الجزء الثاني
يتحدث الحاكي عن يوم الثلاثاء، اليوم المشئوم لكل أطفال المسجد، بحيث كان مخصصا لاستعراض كل ما حفظوه من القرآن، نظرات «الفقيه» في هذا اليوم مخيفة ولا توحي بأي حنان ولا شفقة، ويتحدث عن الحالة المرضية التي وجد عليها أمه عند عودته من المسجد، وزيارة الجارة لالة عائشة التي أقنعتها بعد بدل جهد كبير بالذهاب معها إلى سيدي علي بوغالب رفقة إبنها سيد محمد (الحاكي) لتزيل الشؤم والمرض وحسد الناس منها ومن أسرتها، ظل سيدي محمد يروي لنا تصرفات المراءتين داخل المنزل وخارجه، عند وصلهما وتبركهما ببركة الشريف خرج سيدي محمد ليبتعد عن صياح النساء في «الزاوية» فأصابه أحد القطط بجرح بواسطة مخالبها عند اقترابه منها (...)، عند وصوله إلى البيت هو وأمه جعلته ينام، في الصباح قال والده (عبد السلام) لأمه (زوبيدة) عدم إرساله إلى المسجد لأنه لم يستعد صحته، فبدئ يصف لنا تصرفات أمه والجارات وتوبيخ رحمة لإبنتها التي تبلل الفراش كل يوم، وكذالك وصفه لحالتهم المادية المزدهرة وعن إدريس الفظ عامل أبيه ومجيئه للبيت مرتين في اليوم مرة في الصباح لكي يشتري الحاجيات اليومية والمرة الثانية كي يبحث عن وجبة الغذاء الخاصة بمديره، وإعطاء رحمة لسيدي محمد قطعة زجاجية التي أضافها إلى صندوق العجائب الخاص به.

### الجزء الثالث
يبدأ الحاكي بوصف دقيق لما يحدث في المسجد. وطلبت الأم من زوجها أن يشتري لها قنديلا (لامبا) لأن «فاطمة البزيوية» (الجيران) اقتنت واحدا، مؤكدة أنه لم يعد هناك أحد يستعمل الشمع، الشيء الذي قام به أبوه في الغد بحيث فوجئ الطفل بعد عودته من المسجد بقنديل معلق في بيتهم. بعد ذلك، يصور لنا الحاكي اختفاء زينب ومساعدة زوبيدة (ام الحاكي) رحمة في ايجاد ابنتها واخيرا تصالحت مع رحمة لمساعدتها في ايجاد زينب.

### الجزء الرابع
وصف الكاتب بداية الربيع، الذي يعتبر يوم الغيبة والإشاعات والثرثرة بالنسبة للمرأتين، وكان يوم اللعب مع أطفال الجيران بالنسبة للحاكي.

### الجزء الخامس
يحكي كيف كانت لالة زبيدة تسرد مشاكل وأحزان لالة عيشة لكل الجارات، وكلما حكت لإحداهن تطلب منها أن تحافظ على السر ثم تنتقل إلى الأخرى لتحكي لها وتطلب منها نفس الطلب.

### الجزء السادس
يحكي كيف رافق أمه إلى «القيسارية» من أجل اقتناء ملابس جديدة بمناسبة عاشوراء. 

### الجزء السابع;
يوما قبل عاشوراء، قامت النساء باشتراء البنادير و«سيدي محمد» مزمارا. بعدما شارك كعادته في التحضيرات اليومية في المسجد، رافق أباه عند الحلاق وهناك سمع حديث الكبار بدون أن يعير لذلك اهتماما. يوم عاشوراء استيقظ الطفل مبكرا ولبس ملابسه الجديدة فذهب إلى المسجد للاحتفال بهذا اليوم الإستثنائي.

### الجزء الثامن
الآن انتهت أجواء الحفلة والحياة عادت إلى رتابتها ومللها. الأيام الأولى من الحرارة بدأت تظهر (الصيف). تعليم القرآن لم يعد في المسجد لأنه مكان غير مناسب في الصيف نظرا للحرارة المرتفعة، بل تحول إلى معبد (سّد) مجاور للمسجد. الطفل أصبح يحفظ جيدا والأب يفتخر ويغمره العجب والافتخار كلما تكلم له الفقيه عن ابنه. رافق الطفل أمه وأبيه وفاطمة البزيوية إلى السوق من أجل أن تشتري لالة زبيدة (الأم) بعض المجوهرات (دبالج).
```
الجزء التاسع
```

لقد فقد الأب رأسماله بأكمله. قرر بيع المجوهرات والذهاب للعمل في نواحي فاس (يعمل في الحصاد).

### الجزء العاشر
نصائح ودعوات وبركات سيدي العرافي قد طمأنت المرأتين. أُعجب الطفل بالعراف الأعمى.

### الجزء الحادي عشر
الشاي وحديث النساء في منزل لالة عيشة، من بينهن «سلمة».

### الجزء الثاني عشر
عاد أب الطفل «مولاي عبد السلام» وعاد الفرح إلى المنزل. مولاي العربي قد طلق زوجته الثانية وعاد إلى لآلة عائشة. في آخر الرواية يعود الحاكي إلى علبته، علبة العجائب ليقتسم معها سعادته ووحدته.